# Bolbitis portoricensis
Bolbitis portoricensis är en träjonväxtart som först beskrevs av Kurt Sprengel, och fick sitt nu gällande namn av Elbert Hennipman. Bolbitis portoricensis ingår i släktet Bolbitis och familjen Dryopteridaceae. Inga underarter finns listade.